# Gert Bongers

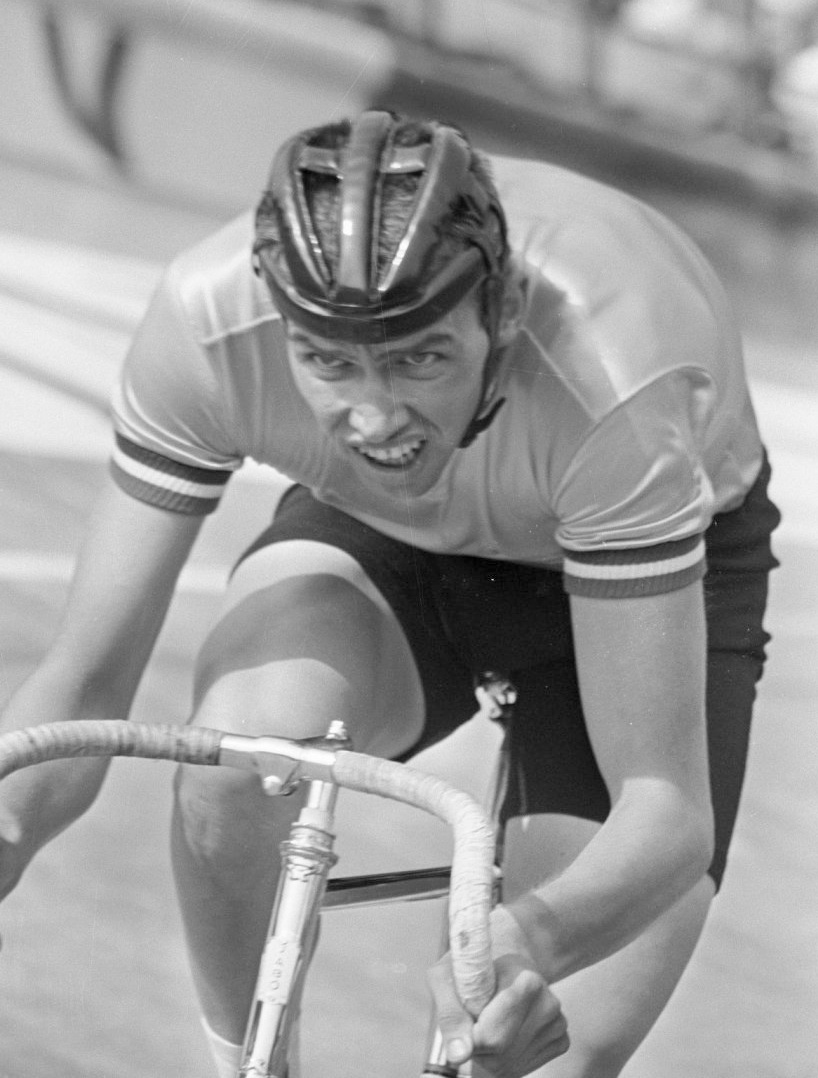
Gert Bongers, 1967

Gert Bongers (* 22. August 1946 in Voorst) ist ein ehemaliger niederländischer Radrennfahrer und Weltmeister.
1967 wurde Gert Bongers Weltmeister in der Einerverfolgung vor heimischem Publikum in Amsterdam sowie Niederländischer Meister in dieser Disziplin. Er bestritt auch das Mannschaftszeitfahren dieser Weltmeisterschaft, kam aber mit seinem Team (u. a. mit Joop Zoetemelk) nur auf einem enttäuschenden 11. Platz ein. Er gewann 1967 das Rennen The Golden Wheel, ein traditionsreiches internationales Bahnrennen in London. Im Jahr darauf wurde er Profi und Zweiter der niederländischen Meisterschaft in der Verfolgung, 1969 errang er den Titel in dieser Disziplin. Er startete auch bei sechs Sechstagerennen, allerdings ohne größeren Erfolg. Bei Sechstagerennen für Amateure war er dagegen mit seinem Partner René Pijnen erfolgreich, beide gewannen u. a. das Rennen in Amsterdam 1967.
Anschließend beendete Bongers seine kurze Radsportkarriere, da er sich im Milieu des Profi-Radsports nicht wohlfühlte. Zudem bereute er es, Profi geworden zu sein und so nicht an Olympischen Spielen teilnehmen zu können. Er wurde ein erfolgreicher Geschäftsmann und lebt seit vielen Jahren in Curaçao.